# Oscar Lewicki
Oscar Lewicki (* 14. Juli 1992 in Malmö) ist ein schwedischer Fußballspieler. Als Defensivspieler ist er in der Viererkette oder im defensiven Mittelfeld einsetzbar.

## Karriere

### Nachwuchsspieler in Schweden und Deutschland
Lewicki begann bei Limhamns IF, einem im gleichnamigen Stadtteil Malmös ansässigen Sportverein, mit dem Fußballspielen und wechselte als 13-Jähriger in die Nachwuchsabteilung von Malmö FF. Dort blieb er bis zu seinem 16. Lebensjahr und wurde dann vom FC Bayern München verpflichtet. Zunächst wurde er für die U17-Mannschaft in der B-Junioren-Bundesliga eingesetzt und absolvierte in der Hinrunde der Saison 2008/09 zehn Spiele. Ab November 2008 kam er regelmäßig (17 Spiele) in der U19-Mannschaft in der A-Junioren-Bundesliga zum Einsatz, ebenso in den zwei Halbfinalspielen (gegen den VfL Wolfsburg) und im Endspiel um die B-Jugend-Meisterschaft gegen den VfB Stuttgart im Juni 2009, das mit 1:3 nach Verlängerung verloren wurde. In der Saison 2009/10 kam er für die U19-Mannschaft zum Einsatz und absolvierte 16 Spiele, in denen er drei Tore erzielte. 2010/11 bestritt er elf Spiele in der A-Jugend-Bundesliga, in denen er torlos blieb.
Gegen Ende der Saison war er Ergänzungsspieler der zweiten Mannschaft und gehörte dieser in der Saison 2010/11 endgültig an. Er gab seinen Einstand am 3. August 2010 bei der 1:4-Niederlage im Auswärtsspiel gegen Kickers Offenbach in der 3. Liga. Als Stammspieler stieg er mit der Mannschaft 2011 in die Regionalliga Süd ab.
Lewicki durchlief zahlreiche schwedische Juniorennationalmannschaften des Svenska Fotbollförbundet und debütierte als 18-Jähriger am 24. März 2011 in Giglio für die U21 bei der 1:3-Niederlage im Test-Länderspiel gegen Italien.

### Rückkehr nach Schweden
Lewicki sah keine Perspektive, sich beim Münchener Klub in der Bundesligamannschaft zu etablieren und wechselte im August 2011 zum schwedischen Erstligisten BK Häcken aus Göteborg; er unterschrieb einen bis Ende 2014 gültigen Kontrakt. In seiner ersten Saison kam er zu zwei Spieleinsätzen. In der Folgesaison erzielte er in seinem 23. Ligaspiel am 1. November 2012 beim 1:1 im Heimspiel gegen AIK Solna sein erstes Ligator im Seniorenbereich. Zeitweise verletzungsbedingt gebremst, war Lewicki auch in der Spielzeit 2013 Stammspieler beim Göteborger Klub. In der Folge erhielt er von Nationaltrainer Erik Hamrén eine Nominierung für die Januartour 2014 der schwedischen A-Nationalmannschaft. Am 17. Januar 2014 debütierte er in Abu Dhabi beim 2:1-Sieg im Test-Länderspiel gegen die moldawische Auswahl in der Startformation. Auch in der anschließenden Meisterschaftsrunde war er Stammspieler; er bestritt 27 der 30 Saisonspiele. Als Tabellenfünfter verpasste er mit der Mannschaft um Christoffer Källqvist, Martin Ericsson, David Frölund und Simon Gustafsson den Einzug in den Europapokal.
Nach Saisonende im November 2014 verpflichtete ihn der schwedische Meister Malmö FF, bei dem er einen bis Ende 2017 gültigen Vertrag unterzeichnete. Gegen seinen ehemaligen Verein BK Häcken verlor er mit Malmö FF am 5. Mai 2016 das Finale um den nationalen Vereinspokal im Elfmeterschießen mit 5:6. In der 51. Minute des Finales wurde er mit der Roten Karte des Spielfeldes verwiesen.
Bei der Fußball-Europameisterschaft 2016 in Frankreich wurde er in das Aufgebot Schwedens aufgenommen. In der Auftaktbegegnung mit Irland stand er in der Startaufstellung, gegen Italien kam er nur noch als Einwechselspieler zum Zug und im abschließenden Spiel gegen Belgien kam er gar nicht mehr zum Einsatz. Das Team schied nach der Gruppenphase aus.
Für die WM 2018 und EM 2021 wurde er nicht berücksichtigt.

## Erfolge
- U21-Europameister 2015
- Schwedischer Meister 2016, 2017, 2020, 2021, 2023, 2024 (mit Malmö FF)
- Schwedischer Pokalsieger: 2022, 2024 (mit Malmö FF)
- Schwedischer Pokal-Finalist 2020 (mit Malmö FF)
- Meisterschaftszweiter 2012 (mit dem BK Häcken)
- Zweiter der B-Jugend-Meisterschaft 2009 (mit dem FC Bayern München)